# Topola czarna zwana baobabem na placu Litewskim w Lublinie
„Baobab” w Lublinie – topola czarna zasadzona ok. 1880 na placu Litewskim w Lublinie. Charakterystyczny obiekt zlokalizowany w centrum miasta usunięto 23 maja 2017 ze względu na jego postępujące zamieranie.

## Historia
Zdaniem Euzebiusza Maja, historyka sztuki i konserwatora krajobrazu kulturowego, „baobab” został zasadzony po powstaniu styczniowym według projektu Feliksa Bieczyńskiego jako „drzewo wolności”. Miało to nawiązywać do działań Izabeli Czartoryskiej, która – wzorem rewolucjonistów francuskich – sadziła m.in. topole czarne jako symbole wolności.
Pod koniec XIX w. i na początku XX w. drzewo rosło tak szybko, że miało osłabiać dominantę ówczesnego placu Musztry – sobór prawosławny. W latach 40. XX w. korzenie drzewa rozpościerały się na trawnikach. Około 20 lat później w otoczeniu topoli ułożono „naturalny bruk”, co utrudniło wegetację. Stan „baobabu” pogorszył się na początku lat 90., kiedy w trakcie robót budowlanych odcięto część systemu korzeniowego. Ze względu na brak dokumentacji trudno było wskazać winnych tego czynu. 18 lipca 1990 lubelska topola została wpisana na listę pomników przyrody.
Na początku XXI w. drzewo zaczęło zamierać, m.in. z powodu niedostatecznego uwodnienia i natlenienia, a także na skutek mrożenia okolic drzewa w okresach zimowych (w tej części placu Litewskiego organizowano lodowiska). W 2005 zbyt blisko pnia ułożono kostkę brukową. W 2008 usprawniono funkcjonowanie systemu korzennego, układając pod ziemią instalację nawadniająco-napowietrzającą. W maju 2011 r. podczas prac pielęgnacyjnych przycięto uschnięty wierzchołek, co obniżyło drzewo o ok. 1,5 m. W 2013 topola miała ok. 16 m wysokości. Szacowano wtedy, że w szczytowym okresie mogła ona mierzyć powyżej 35 m.
W 2014 przewidywano, że drzewo wyschnie w ciągu 10–15 lat. W grudniu 2016 r. z powodu zainfekowania „baobabu” grzybem odłamał się konar. Dendrolodzy stwierdzili, że 70% pnia uległo uszkodzeniu, a jedynie 15% było zdrowe. Opowiedzieli się za wycięciem topoli. Topola została wypisana z listy pomników przyrody 17 marca 2017. Miała wtedy 506 cm w obwodzie. W maju wojewódzki konserwator zabytków podjął decyzję o wycięciu „baobabu”.
Drzewo usunięto 23 maja 2017. Na zlecenie wojewódzkiego konserwatora zabytków pracownik Ogrodu Botanicznego UMCS pobrał zaszczepki. Pień przeznaczono na wykonanie rzeźby.

## Upamiętnienie
Czarna topola pojawia się w musicalu Fidelitas – Suita Lubelska, opowiadającym o historii Lublina.